# Bathilde d'Orléans
Pour les articles homonymes, voir Bathilde (homonymie).
Titre
Princesse de Condé
13 mai 1818 – 10 janvier 1822
(3 ans, 7 mois et 28 jours)
Signature
Louise-Marie-Thérèse-Bathilde d’Orléans, née au château de Saint-Cloud le 5 juillet 1750 et morte à l'hôtel de Matignon le 10 janvier 1822, est une princesse du sang, duchesse de Bourbon et princesse de Condé. Elle est fille de Louis-Philippe d'Orléans et Louise-Henriette de Bourbon-Conti, et sœur de Louis-Philippe d'Orléans, futur Philippe Égalité. Elle fut également l'épouse de Louis VI Henri de Bourbon-Condé et la tante du futur roi des français, Louis-Philippe Ier.

## Biographie

### Enfance
Fille de Louis-Philippe d'Orléans et de Louise-Henriette de Bourbon-Conti, Bathilde descend du roi Louis XIII par son grand-père et de Louis XIV par sa grand-mère. Le duc d'Orléans endossa la paternité sur cette naissance malgré le doute sérieux qui pesait sur cette naissance du fait de la liberté de mœurs des deux époux. Orpheline de mère à l'âge de neuf ans, elle n'a que son père qui, accaparé par une maîtresse jalouse, la fait élever chez les religieuses.

### Mariage
Proposée en vain par le duc de Choiseul pour épouser l'empereur autrichien Joseph II puis, en 1770, au duc de Parme, petit-fils du roi Louis XV, alors âgé de vingt ans, elle épouse finalement Louis VI Henri de Bourbon-Condé, son cousin, âgé de quinze ans. Le jeune homme étant alors jugé trop jeune pour consommer cette union, Bathilde est renvoyée au couvent ; si le jeune duc l'enlève dans un moment d'exaltation, il finit par l'abandonner six mois après.
Leurs rapprochements épisodiques permettent tout juste au couple de donner naissance à un fils, Louis-Antoine de Bourbon-Condé, ainsi prénommé en l'honneur du dauphin et de son épouse. En 1779, au cours d'un bal, une altercation oppose la duchesse au comte d'Artois, le frère du roi. Au mépris du scandale et de l'autorité royale, le comte et le duc de Bourbon se battent alors en duel, ce qui n'empêchât pas Bathilde d'écrire et de faire jouer, deux ans plus tard, une pièce de théâtre dans laquelle elle se moque et critique ouvertement sa belle-famille.
Une relation adultère de son époux éclate au grand jour en 1781 : le scandale est immense et il retombe entièrement sur la duchesse. Le duc demande la séparation de corps. En tant qu'épouse séparée, la duchesse n'est guère reçue à la cour et doit réorganiser sa vie dans sa solitude dorée de son château de Chantilly. Elle donne secrètement le jour à une fille, Adélaïde-Victoire, issue de la liaison passionnée avec le lieutenant Alexandre-Amable de Roquefeuil.
Lieutenant de vaisseau, il est un de héros du combat de la Surveillante contre le HMS Québec. Il mourut peu de temps après, à vingt-huit ans, noyé en rade près de Dunkerque. La duchesse fait passer cette fille, née vers 1776, pour celle de son secrétaire, afin de la garder auprès d'elle. Elle marie sa fille illégitime en 1791, à son secrétaire des commandements, Joseph-Antoine Gros. Ils sont les parents de Jean-Baptiste Louis Gros et les ancêtres de Georges Guynemer.

### Palais de l'Élysée
Durant l'année 1787, Bathilde d'Orléans achète au roi Louis XVI l'hôtel de l'Élysée, futur palais de l'Élysée, où elle y fait construire des hameaux, tout comme la reine Marie-Antoinette d'Autriche au Petit Trianon, dans le parc du château de Versailles. La duchesse reste profondément pieuse tout en s'intéressant et s'adonnant aux sciences occultes, au mysticisme des chiromanciennes, celui des astrologues, interprètes de songes et magnétiseurs dans son palais.
Franz-Anton Mesmer fit alors parti de ce cercle. Elle devient ainsi l'amie et la « pupille spirituelle » de Louis-Claude de Saint-Martin qu'elle rencontre à Paris, à Strasbourg et chez la duchesse de Wurtemberg, dans sa résidence d'été au château d'Étupes. La duchesse peint et idolâtre son fils. Son salon est reconnu à travers toute l'Europe pour sa grande liberté de pensée et les esprits brillants qu'on peut alors y rencontrer, tout comme des oracles et des prophètes.

### Révolution française

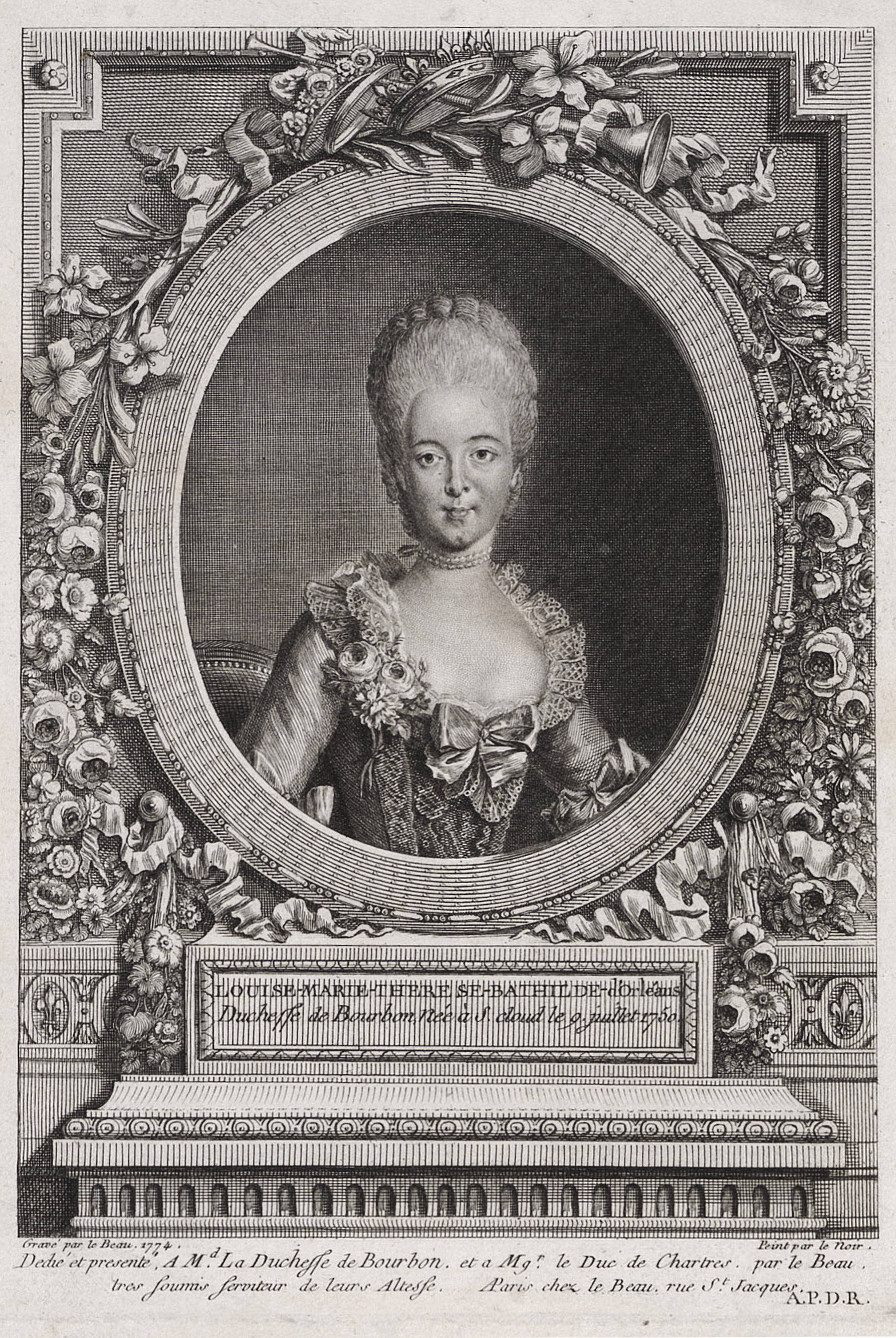
Portrait de Bathilde d'Orléans, duchesse de Bourbon par Pierre Adrien Le Beau, 1774.

Lors de la Révolution française, Bathilde d'Orléans se découvre animée d'une foi en la République, tout comme son frère, Louis-Philippe d'Orléans. Elle devient propriétaire du château de Petit-Bourg, où elle continue dans le mysticisme en devenant une adepte de Catherine Théot. Elle se fâche avec son époux et son fils, qui choisissent l'émigration. Quand les choses se gâtent pour la noblesse et les princes avec lesquels elle ne sent plus rien de commun, elle change de nom et choisit alors celui de « citoyenne Vérité ».
Menacée, la duchesse offre ses biens à la République avant de se les voir confisquer. La célèbre malédiction de la famille continue de la poursuivre : en avril 1793, son neveu Louis-Philippe, duc de Chartres, âgé de vingt ans, vaincu en Allemagne et risquant la guillotine, déserte son poste et passe dans le camp autrichien. Par mesure de rétorsion, la Convention décrète l'emprisonnement de tous les membres de l'ex-famille royale qui sont restés en France. Mal récompensée par la République, elle reste emprisonnée un an et demi.
En novembre de la même année, son frère, Philippe Égalité, est guillotiné. Alors miraculeusement réchappé de l'épisode de la Terreur, Bathilde d'Orléans est libérée après Thermidor et retourne s'installer à l'hôtel de l'Élysée. Manquant d'argent pour l'entretenir, elle se voit obligée de louer tout le rez-de-chaussée à des commerçants, les Horvyn, qui en font alors un bal public. La duchesse de Bourbon est ruinée.

### Exil en Espagne
En 1797, le Directoire décide d'exiler les derniers membres de la famille Bourbon. On fait monter la duchesse dans un vieux carrosse où l'on entasse ses derniers biens, et on l'envoie en Espagne. À quarante-sept ans, durant le mois que dure ce voyage, elle noue une intrigue amoureuse avec Michel Ruffin, un gendarme de vingt-sept ans chargé de la surveiller. Ils entretiendront une correspondance jusqu'à son retour en France. Reléguée près de Barcelone, Bathilde d'Orléans fonde, malgré ses petits moyens, une pharmacie et un dispensaire à l'usage des nécessiteux, dont sa maison devient le rendez-vous, et qu'elle soigne elle-même.
Elle devient alors tout à fait une femme républicaine et convaincue par ses idéaux, ce qui ne met pas fin pour autant à son exil. En 1804, elle apprend que Napoléon Bonaparte, qu'elle admirait beaucoup, vient de faire enlever et de fusiller son fils dans les fosses du château de Vincennes. Pendant dix ans, l'empereur refuse catégoriquement que sa mère revienne en France. Bathilde reçoit sa vengeance en 1814, quand le peuple, voyant alors en elle la mère du devenu célèbre « fusillé de Vincennes », l'acclame tout au long du trajet qui la ramène finalement à Paris.

### Retour à Paris

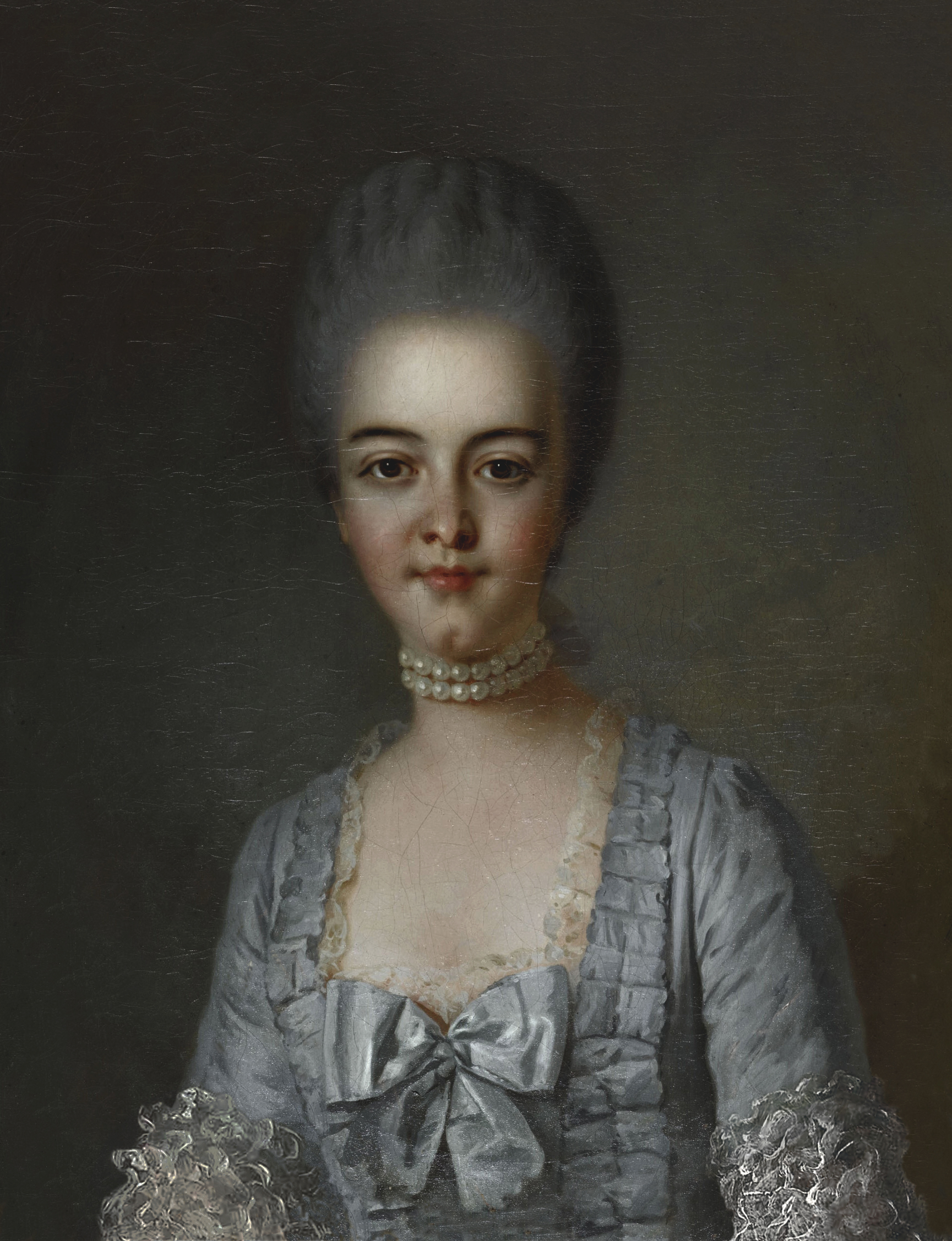
Portrait de Bathilde d'Orléans par Charles Lepeintre, entre 1765 et 1775.

Le nouveau roi Louis XVIII lui permet de s'installer à l'hôtel de Matignon, bien qu'elle ait d'abord voulu s'installer de nouveau à l'hôtel de l'Élysée. Sa famille, dans l'ordre moral qui caractérise la Restauration, voudrait la voir reprendre avec son époux une vie commune interrompue depuis quarante ans, ce qu'elle refuse. Elle retrouve en revanche sa relation avec le gendarme de 1797, mais c'est pour le voir mourir trois ans plus tard. En 1818, elle fonde dans le village de Reuilly, près de la ville de Paris, l'hospice d'Enghien.
Cet hospice est destiné à accueillir les vieillards pauvres, et notamment les anciens domestiques au service de la maison d'Orléans. Catherine Labouré y œuvrera notamment. En 1822, alors qu'elle prend part à une marche vers le Panthéon, Bathilde perd connaissance et pousse son dernier soupir sur le canapé d'un professeur de droit de la Sorbonne. Louis-Philippe fait brûler le manuscrit de ses mémoires, ainsi que le dossier du gendarme aux archives de la Guerre, afin de donner un air de respectabilité bourgeoise à celle dont la vie fut un combat entre ses aspirations et le poids de sa naissance. Elle repose à la chapelle royale de Dreux.

## Titres
- 9 juillet 1750 – 24 avril 1770 : Son Altesse Sérénissime Mademoiselle, princesse du sang.
- 24 avril 1770 – 2 août 1772 : Son Altesse Sérénissime Madame la duchesse d'Enghien, princesse du sang.
- 2 août 1772 – 18 mai 1818 : Son Altesse Sérénissime Madame la duchesse de Bourbon, princesse du sang.
- 18 mai 1818 – 10 janvier 1822 : Son Altesse Sérénissime Madame la princesse de Condé, princesse du sang.

## Publications
- Opuscules ou Pensées d'une âme de foi, sur la religion chrétienne pratiquée en esprit et en vérité, Barcelone, 1812, 2 vol..
- Correspondance entre Mme de B. et Mr R. [Ruffin] sur leurs opinions religieuses, Barcelone, 1812. [d'octobre 1799 à janvier 1812]
- Suite de la correspondance de Mme de B. et divers petits contes moraux, 1813.
- Des extraits de ces lettres de la duchesse sont reproduits dans la notice que lui consacre l'Annuaire nécrologique, ou Supplément annuel et continuation de toutes les biographies ou dictionnaires historiques, 1823, p. 41-45. En ligne.

## Sources
- « Cure d'une névrose compliquée, opérée à Petit-Bourg, en 1786, par Madame la duchesse de Bourbon », publiée dans L'Hermès, journal du magnétisme animale, tome 3, 1828, p. 309. En ligne.